# Programme américain pour les espèces menacées
 (avril 2016).
Si vous disposez d'ouvrages ou d'articles de référence ou si vous connaissez des sites web de qualité traitant du thème abordé ici, merci de compléter l'article en donnant les références utiles à sa vérifiabilité et en les liant à la section « Notes et références ».

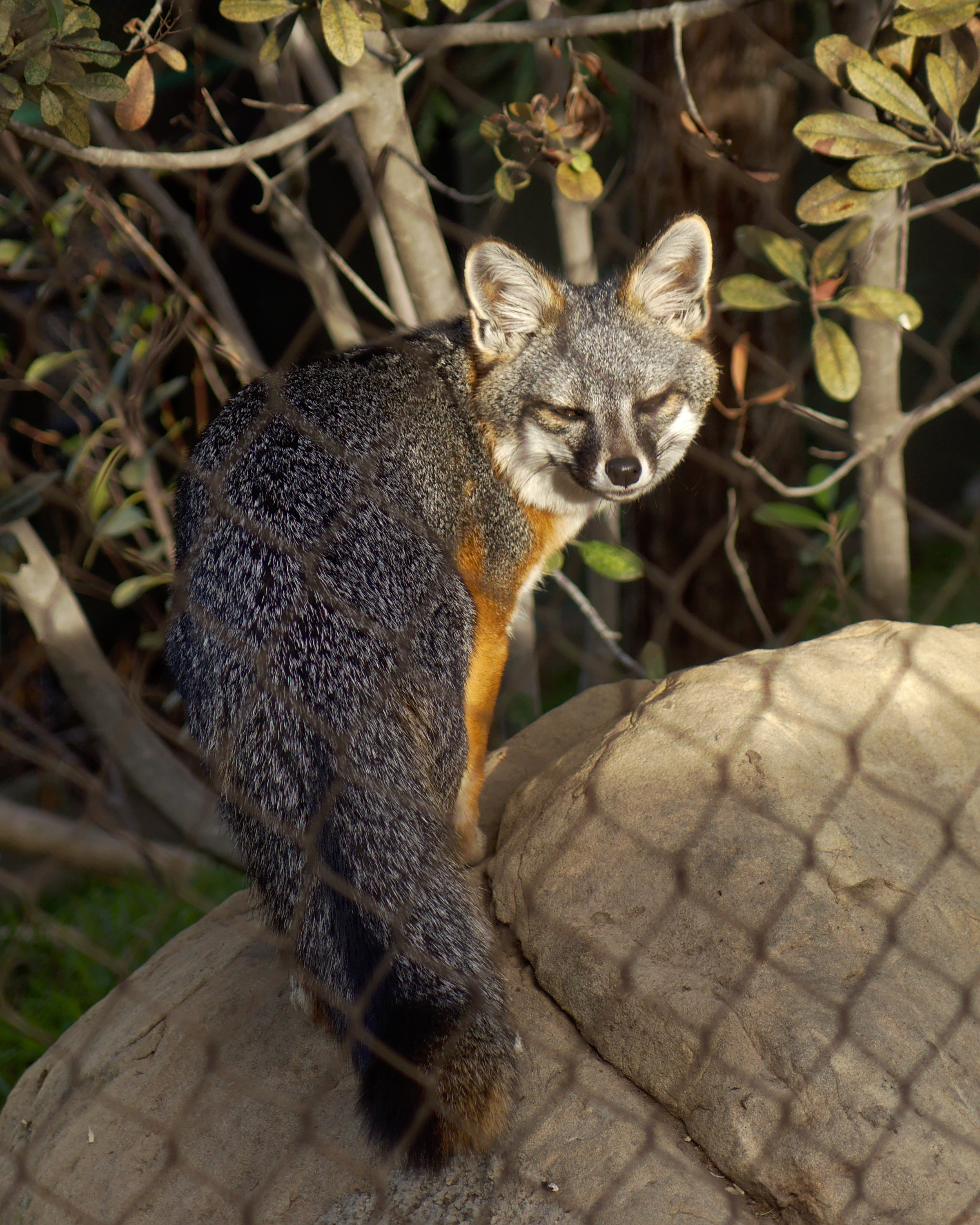
Zoo de Santa Barbara : plan de conservation des espèces pour le renard gris insulaire

Le programme américain pour les espèces menacées (ou SSP pour Species Survival Plan) a été élaboré en 1981 par l'AZA ou Association (américaine) des Zoos et Aquariums pour aider à assurer la survie d'espèces sélectionnées par les zoos et les aquariums, dont la plupart sont menacées ou en voie d'extinction à l'état sauvage. 

## Programme SSP
Un Plan pour la survie des espèces (ou SSP pour Species Survival Plan) est un programme d'élevage et de conservation de l'AZA appelé à maintenir, sous soins humains, une population génétiquement viable et démographiquement stable d'une espèce, et à organiser les efforts des zoos et aquariums nord-américains basés sur la conservation in situ pour préserver l'espèce dans la nature.
Chaque SSP gère l'élevage d'une espèce afin de maintenir une population saine et autonome qui soit à la fois génétiquement diverse et démographiquement stable.
Chaque SSP possède un coordonnateur qualifié pour l'espèce concernée, qui est chargé de gérer au jour le jour l'ensemble des activités du programme.
Les  programmes SSP mettent l'accent sur les animaux qui sont en danger d'extinction à l'état sauvage, quand les conservateurs de zoo croient que des programmes de reproduction en captivité peuvent être leur seule chance de survie. Ces programmes doivent également aider à maintenir, en bonne santé et génétiquement diverses, les populations d'animaux gérées par la communauté des zoos nord-américains. Les  zoos accrédités  par l'AZA et les partenaires de conservation de l'AZA  qui sont impliqués dans les programmes SSP s'engagent dans une gestion coopérative des populations et dans des efforts de conservation qui incluent la recherche, l'éducation publique, la réintroduction, et des projets de conservation in situ ou sur le terrain. Il y a actuellement 165 espèces visées par les 111 programmes SSP en Amérique du Nord.

## Plan directeur SSP
Un plan directeur SSP est un document produit par le coordonnateur SSP (généralement un  professionnel de zoo sous la direction d'un comité de gestion élu) pour certaines espèces. Ce document définit les objectifs d'élevage et d'autres recommandations de gestion pour atteindre le maximum de diversité génétique et la stabilité démographique pour une espèce, compte tenu des contraintes de transfert et d'espace.

## Studbook américain ASB
Un studbook américain (ou ASB pour American StudBook) est moins intensif qu'un programme SSP et constitue un deuxième niveau de programme américain d'élevage pour les espèces menacées.
Un studbook ou registre d'élevage contient l'histoire généalogique et démographique d'un taxon spécifiquement défini comme un genre, une espèce, une sous-espèce, ou d'autres populations spécifiques. Le studbook peut porter sur une seule espèce qui ne contient pas de sous-espèces, une espèce unique et ses diverses sous-espèces, mais sans spécimens d'origine hybride ou inconnue, une espèce unique et ses diverses sous-espèces et hybrides, ou un genre et de nombreuses espèces à part entière comme cela est jugé approprié par le Groupe consultatif de taxon (TAG ou Taxon Advisory Group) et le Comité de conservation et de gestion de la vie sauvage (WCMC ou Wildlife Conservation and Management Committee) de l'AZA. Un studbook est délimité par région géographique : soit régionale (correspondant pour l'AZA au sous-continent nord-américain) ou soit internationale (gérée au niveau mondial par la WAZA).
Le studbook, en tant que registre généalogique ou livre des origines (recensant ascendance et descendance de chaque individu d'une espèce), permet de connaître, sur plusieurs générations, le pedigree de chaque animal appartenant au taxon concerné.
L'Association (américaine) des Zoos et des Aquariums (AZA ou Association of Zoos and Aquariums) a approuvé plus de 225 studbooks régionaux ASB qui forment la base pour la gestion génétique et démographique des populations des zoos et aquariums nord-américains. Les studbooks ont été entrepris pour fournir des informations exactes, à jour, dans un format standard qui pourrait facilement être utilisé pour les analyses génétiques et démographiques d'une population particulière. Les analyses quantitatives de données dans un studbook sont utilisées pour élaborer un plan de gestion qui est réalisé au travers de recommandations spécifiques pour chaque spécimen dans la population considérée. Sans livres généalogiques, il serait pratiquement impossible de gérer des populations scientifiquement.
Le gardien de studbook maintient l'ensemble des données généalogiques, démographiques et autres, concernant une population captive. Cette information peut ensuite être utilisée pour gérer la population captive sur plusieurs niveaux. Les niveaux de gestion les plus intensifs portent sur les efforts de conservation ex situ, comme les programmes SSP de l'AZA. Quand aucun SSP n'existe, le gardien de studbook est encouragé à développer un Plan de gestion de population (PMP). Un PMP parviendra à la plupart des mêmes conclusions que le SSP sur les recommandations d'élevage, mais n'est pas aussi intensif, avec des objectifs qui peuvent ou non avoir la conservation comme point central. Un objectif commun pour ce niveau de gestion est de maintenir une population auto-entretenue en captivité.

## Plan de gestion de population PMP
Les Plans de gestion de populations (PMP ou Population Management Plan) sont conçus pour fournir des recommandations de base pour la gestion de diverses populations captives. Les PMPs sont établis pour les populations appartenant à des studbooks ASB qui ne nécessitent pas une prise en charge intensive et des mesures de conservation du niveau de celles des Plans pour la survie des espèces (SSP ou Species Survival Plan).
Un PMP est dirigé par un gestionnaire de population, qui est souvent le gardien du studbook approuvé. Le gestionnaire de population est chargé de surveiller la population captive et de porter attention aux options de gestion qui permettront d'accroître la santé génétique et démographique de cette population. Les gestionnaires de populations utilisent les mêmes protocoles génétiques et démographiques et logiciels employés pour les SSPs. Ils sont également tenus de contacter un conseiller du Groupe consultatif de gestion des petites populations (SPMAG ou Small Population Management Advisory Group) pour aider à la compilation des recommandations d'élevage.
Bien que les gestionnaires de populations utilisent les mêmes outils que les coordinateurs de SSPs, les recommandations des PMPs sont souvent complétées par des « règles empiriques » qui ne conviennent pas pour les SSPs, gérés de manière plus intensive. Parce que la participation aux PMPs est entièrement volontaire, ces directives générales fournissent aux institutions participantes des options sur la meilleure façon de gérer leurs populations animales.

## Groupe consultatif de taxon TAG
Créés par l'Association (américaine) des Zoos et des Aquariums, en 1990, les Groupes consultatifs de taxons (TAG ou Taxon Advisory Group) sont chargés d'examiner les besoins de conservation de taxons entiers, ou de groupes d'espèces apparentées. Des exemples de certains groupes taxonomiques de base, pour lesquels des TAGs de l'AZA existent, sont les amphibiens, les félidés, les manchots et les poissons marins.
Chaque TAG sera composé de représentants des institutions-membres de l'AZA, ainsi que de personnes possédant une expertise particulière, comme des coordinateurs de Plans pour la survie des espèces (SSP) de l'AZA ou des gardiens de studbooks.
Servant comme comités d'experts-conseils, les Groupes consultatifs de taxons aident à la sélection des espèces appropriées pour les programmes de conservation de l'AZA et fournissent un forum pour discuter des questions d'élevage, vétérinaires, éthiques et autres, qui s'appliquent à l'ensemble des taxons.
De nouveaux SSPs sont approuvés par les Groupes consultatifs de taxons (TAG) appropriés de l'AZA, qui gèrent les programmes de conservation pour les groupes concernés d'espèces (singes, rapaces, poissons d'eau douce, etc.).